# Tiefenlesau
Tiefenlesau ist ein Gemeindeteil der Stadt Hollfeld im Landkreis Bayreuth (Oberfranken, Bayern). Tiefenlesau liegt in der Gemarkung Hochstahl.

## Geografie
Das Dorf befindet sich etwa viereinhalb Kilometer südsüdwestlich von Hollfeld auf einer Höhe von 420 m ü. NHN.

## Geschichte
Durch die  Gemeindeedikt zu Beginn des 19. Jahrhunderts im Königreich Bayern wurde der Ort ein Bestandteil der Ruralgemeinde Hochstahl. Als die Gemeinde Hochstahl im Zuge der Gebietsreform in Bayern 1978 in die Gemeinde Aufseß integriert wurde, wurde Tiefenlesau als einziger Gemeindeteil in die Stadt Hollfeld eingemeindet.

## Verkehr
Eine Gemeindestraße, deren südliches Ende in dem zwei Kilometer entfernt gelegenen Nachbarort Hochstahl in die Staatsstraße 2188 einmündet, bindet an das öffentliche Straßennetz an. In nordöstlicher Richtung führt diese Gemeindestraße zur Staatsstraße 2191 und endet dort bei Treppendorf und südöstlich in Welkendorf bzw. Stechendorf.

## Trivia
Im Jahr 2015 war Tiefenlesau der Veranstaltungsort des Bayern 3 Dorffestes.